# Protopunk
Protopunk is de retrospectieve naamgeving voor het prototype rockmuziek dat voorafging aan de punk, tussen de jaren 60 en 70, en dat van grote invloed was op de esthetiek en het ontstaan van dit genre. Kenmerkend is dat de typering 'punk' nog niet alom werd gebruikt om een muziekstroming mee aan te duiden en dat deze voorlopers uit een breed scala aan achtergronden, stijlen en invloeden kwamen. Voorbeelden van protopunkartiesten en -bands zijn Iggy Pop & The Stooges, Velvet Underground en Jonathan Richman & The Modern Lovers.

## Achtergrond
In 1970 brengt Nick Tosches het woord punk voor het eerst in verband met luidruchtige popmuziek. Hij doet dat in een artikel voor het Amerikaanse muziektijdschrift Fusion, getiteld The Punk Muse: The True Story of Protopathic Spiff Including the Lowdown on the Trouble-Making Five-Percent of America's Youth. Het werd destijds niet gekoppeld aan een specifieke muzieksoort.
Rond dezelfde tijd is er een muziekscene in met name de Amerikaanse steden New York en Detroit, waarbij de nadruk ligt op ruwe expressie, een no nonsense-houding en minder op muzikale perfectie, in tegenstelling tot de progressieve rock en symfonische rock-acts die in dezelfde periode ontstaan. Velvet Underground, The Stooges, MC5 en Jonathan Richman worden vaak genoemd als de eerste bands die met deze stijlkenmerken naam maakten. Later volgende nog Patty Smith, Television, Richard Hell & The Voivoids, The New York Dolls en The Ramones.
Dankzij de gewiekste Engelse kunstenaar/broekenverkoper/mediamanipulator Malcolm McLaren verwijst de term punk vanaf 1976 naar een stroming binnen de jongerencultuur. Malcolm McLaren woonde daarvoor korte tijd in New York en was de manager van de band The New York Dolls en had tevens nauw contact met Richard Hell, door wiens imago hij zich liet inspireren voor het ontwerpen van wat later het archetype van de punk zou worden, de Sex Pistols. De haardracht van Johnny Rotten was een exacte kopie van Hell's piekende haar en ook het rebelse karakter van Hell, vormde een voorbeeld in hoe de Sex Pistols in de media zouden optreden. Als manager van de punkgroep Sex Pistols zet McLaren in 1976 een handige mediacampagne op touw die onder het rebelse deel van de Britse jeugd massale navolging vindt. De stijl van de Sex Pistols is niet uniek, maar leunt zwaar op de ongepolijste gitaarrock van Amerikaanse groepen als The Stooges, de Ramones en de New York Dolls. Met terugwerkende kracht worden ook deze artiesten aan de punk gekoppeld (alhoewel de Ramones ongeveer tegelijk met de Britse punk begonnen) en benoemd als protopunk.